# Rhabdophis subminiatus
Rhabdophis subminiatus är en ormart som beskrevs av Schlegel 1837. Rhabdophis subminiatus ingår i släktet Rhabdophis och familjen snokar.
Denna orm förekommer i Sydostasien från östra Indien och södra Kina till Borneo och Java. Arten lever i låglandet och i bergstrakter upp till 1200 meter över havet. Individerna vistas i skogar och i buskskogar nära vattendrag. De simmar ibland. Rhabdophis subminiatus besöker träskmarker och odlingsmark. Den har groddjur och fiskar som föda. Honor lägger upp till 14 ägg per tillfälle.
För beståndet är inga hot kända. Hela populationen anses vara stabil. IUCN kategoriserar arten globalt som livskraftig.

## Underarter
Arten delas in i följande underarter:
- R. s. subminiatus
- R. s. helleri